# Yên Hòa, Cẩm Xuyên
Yên Hòa là một xã thuộc huyện Cẩm Xuyên, tỉnh Hà Tĩnh, Việt Nam.

## Địa lý
Xã Yên Hòa nằm ở phía bắc huyện Cẩm Xuyên, có vị trí địa lý:
- Phía đông giáp Biển Đông và xã Cẩm Dương
- Phía tây giáp huyện Thạch Hà và xã Cẩm Bình
- Phía nam giáp xã Cẩm Quang và xã Nam Phúc Thăng
- Phía bắc giáp huyện Thạch Hà và Biển Đông.

Xã Yên Hòa có diện tích 23,00 km², dân số năm 2018 là 8.229 người, mật độ dân số đạt 358 người/km².

## Lịch sử
Địa bàn xã Yên Hòa hiện nay trước đây vốn là hai xã Cẩm Yên và Cẩm Hòa thuộc huyện Cẩm Xuyên.
Trước khi sáp nhập, xã Cẩm Yên có diện tích 8,54 km², dân số là 3.915 người, mật độ dân số đạt 458 người/km². Xã Cẩm Hòa có diện tích 14,46 km², dân số là 4.314 người, mật độ dân số đạt 298 người/km², có 8 thôn: Nhân Hòa, Quý Hòa, Đại Hòa, Minh Hòa, Đông Hòa, Phú Hòa, Mỹ Hòa, Bắc Hòa.
Ngày 21 tháng 11 năm 2019, Ủy ban Thường vụ Quốc hội ban hành Nghị quyết số 819/NQ-UBTVQH14 về việc sắp xếp các đơn vị hành chính cấp xã thuộc tỉnh Hà Tĩnh (nghị quyết có hiệu lực từ ngày 1 tháng 1 năm 2020). Theo đó, sáp nhập toàn bộ diện tích của hai xã Cẩm Yên và Cẩm Hòa thành xã Yên Hòa.

## Du lịch
- Nhà thờ Giáo xứ Mỹ Hòa
- Bãi biển Phú Hoà, Bắc Hoà, Mỹ Hoà
- Miếu Nhà Quan
- Chùa Sò
- Chùa Xích Phấn (Chùa Trâu)
- Chùa Pháp Hải (Chùa Mướp)
- Đền xóm Đông Chính
- Đền Châu Sa: Còn gọi là đền Tứ vụ của thôn Châu Sa, thờ Thần Nông (Thành hoàng làng) cầu mưa thuận gió hòa, mùa màng bội thu, dân làng tổ chức lễ cúng 4 lần trong năm, nằm trong quần thể Đài Liệt sĩ xã.
- Đình Trung Hợp Tự, hiện còn tòa nhà 4 gian và giếng nước sâu (Giếng Hạ)
- Nhà thờ dòng họ Trần Đắc tại thôn Nhân Hòa, xây dựng năm 1846 - Thiệu Trị lục niên, thờ Thủy tổ và các danh nhân: Đô chỉ huy sứ Trần Đắc Hiền, Phấn lực tướng quân Trần Đắc Ngữ, Anh dũng Tướng quân Trần Đắc Huyền, Thái bộc tự khanh Hoằng tín đại phu Trần Đắc Đạo, Trì uy tướng quân Trần Đắc Xuyến. Nhà thờ còn lưu giữ 4 đạo sắc, 1 văn bia mộc bản (500 chữ khắc trên gỗ) và 4 bản long văn (trên vải), được công nhận là di tích văn hóa lịch sử cấp tỉnh vào năm 2017.